# Ranvika, Caleta
Ranvika, Caleta är en vik i Antarktis. Den ligger i Västantarktis. Inget land gör anspråk på området.